# 逢田梨香子のまるごとりかこ
『逢田梨香子のまるごとりかこ』（あいだりかこのまるごとりかこ）は、2018年1月11日よりアニメイトタイムズで配信されている動画付きのインターネットラジオ番組。

## 番組概要
"声優・逢田梨香子の良い所も悪い所もまるごとお届けする"をコンセプトとしたラジオ番組。
逢田にとって初の冠番組となる。

## 配信時間
アニメイトタイムズにて毎週木曜日 正午頃に配信

## パーソナリティ
- 逢田梨香子

## コーナー
普通のお便り
逢田に聞いてみたいことや、お悩み、懺悔、人生相談などを募集するコーナー。
りかこちゃれんじ
逢田梨香子に挑戦したもらいたい様々な企画を募集するコーナー。初回はハンバーグ作りに挑戦している。